# Takayoshi Yamano
Takayoshi Yamano (jap. 山野 孝義, Yamano Takayoshi; * 5. April 1955 in der Präfektur Osaka) ist ein ehemaliger japanischer Fußballspieler und -trainer.

## Nationalmannschaft
1980 debütierte Yamano für die japanische Fußballnationalmannschaft. Yamano bestritt zwei Länderspiele.

## Errungene Titel
- Japan Soccer League: 1980